# Kilian Weber
Kilian Weber (* 11. Februar 1887 in Stahringen; † 24. Juli 1954 in Karlsruhe) war ein deutscher Lehrer und Heimatforscher. 

## Leben und Werk
Kilian Weber war das neunte von zehn Kindern des Schmiedes und langjährigen Stahringer Bürgermeisters Felix Weber und seiner Frau Luise geb. Stocker; sein Großvater war Freischärler in der badischen Revolution von 1848 gewesen. Nach der Volksschule in Stahringen besuchte er von 1902 bis 1907 das Großherzoglich Badische Lehrerseminar in Meersburg. Anschließend war er als Lehrer in Brombach, Allmendshofen und Donaueschingen beschäftigt. Von den engen ländlichen und kleinstädtischen Verhältnissen dieser Dienstorte unbefriedigt bewarb er sich 1910 nach Mannheim, von wo er 1913 in den heimatlichen Hegau nach Liptingen zurückkehrte, wo er sich im Vereinsleben und politisch engagierte. Von 1916 bis 1918 leistete er Kriegsdienst, zuerst in Rumänien, dann in Oberitalien, zuletzt als Unteroffizier in Lothringen. Nach dem Ersten Weltkrieg nahm er, nun als überzeugter Sozialist, eine Hauptlehrerstelle in Karlsruhe an und war daneben in der Lehrerausbildung beschäftigt. 
In Karlsruhe begann er, sich im Generallandesarchiv die Geschichte seiner Herkunftsregion aus den Quellen heraus zu erschließen. Die Liebe zur Heimat betrachtete er als eine politisch nicht instrumentalisierbare Selbstverständlichkeit. Der Anpassung an den Nationalsozialismus entzog er sich und wandte sich von 1933 an verstärkt seinen ortsgeschichtlichen Studien zu. Zu Beginn des Zweiten Weltkriegs zog er zunächst aus dem bedrohten Karlsruhe nach Allensbach, dann wieder nach Karlsruhe. Nach Kriegsende wurde ihm die mittlere Schulaufsicht der Kreise Karlsruhe und Pforzheim anvertraut. Zudem war er als synodales Mitglied des Erweiterten Oberkirchenrats in der evangelischen Kirche tätig, zu der er, als getaufter Katholik, 1933 übergetreten war. 1951 erzwang eine Zerebralsklerose seine Versetzung in den Vorruhestand. 
Die Veröffentlichungen Kilian Webers behandeln die Geschichte des Hegaus und des Bodanrücks und insbesondere seinen Geburtsort Stahringen und seine zeitweiligen Wohnorte Allensbach und Markelfingen. Sie erschienen mehrheitlich in der Bodensee-Chronik, einer Heimatbeilage der Deutschen Bodensee-Zeitung, und, bis weit über seinen Tod hinaus, im Allensbacher Almanach. 
Kilian Weber war mit Lotte, geb. Schäfer verheiratet. Ihr Sohn Ulrich Weber war wissenschaftlicher Bibliothekar in Karlsruhe. 
In Allensbach und in Stahringen ist eine Kilian-Weber-Straße nach ihm benannt. 

## Schriften (nur Monographien)
- Stahringen-Homburg. Ein Heimatbuch und Beiträge zur Geschichte des Hegaues und der Bodenseegegend. Stahringen 1928. Nachdruck Bissinger, Magstadt, 1980.
- Der Mindelsee und seine Umgebung. Ein Beitrag zur Heimatkunde des Bodenseegebietes. Merk, Konstanz, 1946.